# Axel Andersson
Axel Andersson (ur. 4 września 1933 w Brunflo) – szwedzki polityk, deputowany do Riksdagu, poseł do Parlamentu Europejskiego IV kadencji.

## Życiorys
Kształcił się m.in. w szkole leśniczej. Pracował początkowo w branży leśnej. Został członkiem Szwedzkiej Socjaldemokratycznej Partii Robotniczej, a także działaczem związkowym. W latach 1976–1995 i 1995–1998 sprawował mandat deputowanego do Riksdagu, reprezentując region Gävleborg. Pomiędzy tymi okresami w 1995 był europosłem IV kadencji w ramach delegacji krajowej.